# جان بیلی (بازیکن فوتبال، زاده ۱۹۵۷)
جان بیلی (انگلیسی: John Bailey؛ زادهٔ ۱ آوریل ۱۹۵۷) بازیکن فوتبال اهل بریتانیا است.
از باشگاه‌هایی که در آن بازی کرده‌است می‌توان به باشگاه فوتبال اورتون، باشگاه فوتبال بریستول سیتی، باشگاه فوتبال نیوکاسل یونایتد، و باشگاه فوتبال بلکبرن روورز اشاره کرد.